# Sollevamento pesi ai Giochi della X Olimpiade - Pesi massimi-leggeri
La competizione della categoria pesi massimi-leggeri (fino a 82,5 kg) di sollevamento pesi ai Giochi della X Olimpiade si è svolta il giorno 30 luglio 1932 al  Grand Olympic Auditorium di Los Angeles.

## Regolamento
La classifica era ottenuta con la somma delle migliori alzate delle seguenti 3 prove:
- Distensione lenta
- Strappo
- Slancio

Su ogni prova ogni concorrente aveva diritto a tre alzate.

## Risultati
| Pos.    | Atleta       | Nazione     | Totale | Distensione lenta | Distensione lenta | Distensione lenta | Strappo | Strappo | Strappo | Slancio | Slancio | Slancio |
| Pos.    | Atleta       | Nazione     | Totale | 1                 | 2                 | 3                 | 1       | 2       | 3       | 1       | 2       | 3       |
| ------- | ------------ | ----------- | ------ | ----------------- | ----------------- | ----------------- | ------- | ------- | ------- | ------- | ------- | ------- |
| Oro     | Louis Hostin | Francia     | 365,0  | 97,5              | 102,5             | 102.5             | 105     | 110     | 112,5   | 140     | 145     | 150     |
| Argento | Svend Olsen  | Danimarca   | 360,0  | 95                | 100               | 102.5             | 102,5   | 107,5   | 112,5   | 142,5   | 150     | 157,5   |
| Bronzo  | Henry Duey   | Stati Uniti | 330,0  | 87,5              | 92,5              | 95.0              | 95      | 100     | 105     | 127,5   | 132,5   | 132,5   |
| 4       | William Good | Stati Uniti | 322,5  | 90                | 95                | 95.0              | 92,5    | 92,5    | 97,5    | 130     | 130     | 135     |